# Christian Kruse (Historiker)
Christian Kruse (auch Karsten Kruse; Christian Karsten Hinrich Kruse; * 9. August 1753 in Hiddigwarden (heute Stadtteil von Berne, Niedersachsen); † 4. Januar 1827 in Leipzig) war ein deutscher Lehrer und Historiker.

## Leben
Christian Kruse war der Sohn eines verarmten Handwerkers und kam als zehnjähriges Kind in das von August Hermann Francke 1692 gegründete Waisenhaus in Halle, wo er bis 1772 einen gründlichen Unterricht in allen Lehrfächern erhielt. Bezahlt wurde die Ausbildung Kruses vom Berner Pfarrer Menzel. An der Universität Halle, wo Kruse von 1773 bis 1775 Theologie und Geschichte studierte, hatte er anregenden Umgang mit dem Theologen Georg Christian Knapp und dem später als Pädagoge bekannt gewordenen August Hermann Niemeyer. Nach Beendigung seiner Studien kehrte er nach Oldenburg zurück, wo er zuerst die Stelle des Subkantors (fünften Lehrers), dann die des Subkonrektors an der Lateinschule erhielt. Mit großer Anteilnahme schloss er sich den hier beginnenden literarischen Bestrebungen an und erwarb sich durch Errichtung einer Abendschule für Mädchen rasch die Achtung und Zuneigung seiner Mitbürger. Seine 1781 geschlossene Ehe brachte ihn durch das Vermögen seiner Gattin in die günstige Lage, für seine wissenschaftlichen Bestrebungen mehr Muße zu gewinnen, als es ihm bis dahin möglich gewesen war.
1779 hatte Kruse mit Gerhard Anton von Halem, Gerhard Anton Gramberg und K. A. Widersprecher die Oldenburgische Literarische Gesellschaft gegründet. Seine erste Schrift, die mit Beifall aufgenommene Satire Vom Zweck des Sokrates und seiner Jünger, für Freunde der Wolfenbüttelschen Fragmente und ähnlicher Schriften (Leipzig und Dessau 1785) verteidigte die positiven Lehren des Christentums gegen die von Lessing herausgegebenen Fragmente eines Ungenannten, noch bevor der berühmte Theologe Johann Christoph Döderlein in seinen Fragmenten und Antifragmenten aus Lessings Beiträgen zur Literatur sich dieselbe Aufgabe gestellt hatte. Von 1787 bis 1794 gab Kruse  mit Halem und Gramberg die Oldenburgischen Blätter vermischten Inhalts heraus, in denen er mehrere kleinere Arbeiten veröffentlichte. Dem Bedürfnis des Schulbetriebs kam er entgegen durch seine Praktische Anweisung zur Orthographie (Bremen 1787), die viel Zuspruch erfuhr und bis 1819 in vier Auflagen erschien, durch Praktische Anweisung zur deutschen Sprache für geborene Deutsche, insonderheit für Ungelehrte (Hamburg 1796; 2. Auflage Oldenburg 1807), und durch die Schrift Mir und Mich, oder vollständige Anweisung zum richtigen Gebrauch des Dativi und Accusativi (Bremen 1800).
Während seiner Wirksamkeit am Gymnasium in Oldenburg entwarf Kruse den Plan zu seinem bedeutendsten Werk, dessen Erstellung er sich jahrzehntelang widmete, einem ganz Europa umfassenden historisch-geographischen Atlas, der den Zustand Europas zu Ende eines jeden Jahrhunderts in einer durch chronologische Tabellen erläuterten Karte darstellen sollte. Dieses durch die erforderlichen hohen Kosten sehr erschwerte Unternehmen fand eine äußere Förderung, als Kruse sich das Vertrauen des Herzogs Peter Friedrich Ludwig von Oldenburg erwarb und 1788 zum Lehrer von dessen beiden Söhnen, des Erbprinzen, nachmaligen Großherzogs Paul Friedrich August und des Prinzen Peter Friedrich Georg, erwählt wurde. Durch die vom Herzog gewährte Unterstützung konnte er 1802 die erste, bis zum Jahr 700 reichende Lieferung seines Atlas zur Übersicht der Geographie und Geschichte der europäischen Staaten erscheinen lassen.
1803 begleitete Kruse, vom Herzog zum Konsistorialrat ernannt, seine beiden Zöglinge auf die Universität Leipzig und gab hier die zweite, bis 1100 laufende Lieferung seines Werks heraus, das er gegen den Vorwurf Bredows verteidigte, dass es nur einen Auszug aus Gatterers ähnlichem Werk sei. Als er im Mai 1805 von Leipzig, wo er am 28. Februar desselben Jahres auch die Doktorwürde von der philosophischen Fakultät der Universität erlangt hatte, mit den beiden Prinzen nach Oldenburg zurückgekehrt war, trat er als Mitglied in das Konsistorium ein. Er übernahm als Scholarch die obere Führung des Gymnasiums und leitete zugleich das 1807 von ihm eingerichtete Schullehrerseminar.
Entgegen dem damals modernen Bildungskonzept Pestalozzis trat Kruse für althergebrachte Unterrichtsmethoden ein und wies auf die Notwendigkeit der Entwicklung des menschlichen Geistes ab der frühen Kindheit hin. Seinen pädagogischen Standpunkt vertrat er in seinen Vorlesungen, bei denen er die Auswirkungen der frühen Entwicklung von Kindern auf ihre spätere intellektuelle Entfaltung referierte. In seinem Kinderbuch Geschichte des kleinen Hans Dumbar handelte er die allgemeine, insbesondere aber die moralische Erziehung von Buben ab.
Die 1811 erfolgte Besetzung des Herzogtums Oldenburg durch französische Truppen Napoleons zerrüttete Kruses amtliche und ökonomische Verhältnisse. Nachdem er vom Herzog auf sein Ansuchen mit dem Titel eines Hofrats aus dem Dienst entlassen war, verließ er seine Heimat und siedelte nach Leipzig über, um sich ganz der Vollendung seines Atlas widmen zu können, dessen drittes Heft er schon 1810 herausgegeben hatte. Ein Anerbieten des Prinzen Georg, der damals in Twer residierte und ihm eine Anstellung in Russland in Aussicht stellte, lehnte er ab. Hingegen übernahm er gern am 10. September 1811 die ihm angebotene Professur der historischen Hilfswissenschaften in Leipzig. Bei seinem Amtsantritt verteidigte er die Dissertation De fide Livii recte aestimanda, in der er als einer der ersten gegen den Skeptizismus Niebuhrs, der 1811/12 die beiden ersten Bände seiner Römischen Geschichte herausgegeben hatte, Einspruch erhob und die Glaubwürdigkeit des Livius gegen Niebuhrs scharfe Kritik zu verteidigen suchte. Seine historischen, geographischen und pädagogischen Vorlesungen fanden Beifall; auch übernahm er 1813 die Mitaufsicht über die Wendlersche Freischule, deren tüchtige wissenschaftliche und pädagogische Leitung große Anerkennung erhielt. Seinen Atlas  vollendete er 1818 mit dem vierten Heft, worauf er 1822 eine neue Ausgabe des ganzen Werks veranstaltete.
Kruse starb nach kurzer Krankheit am 4. Januar 1827 im Alter von 73 Jahren in Leipzig, wo er sich durch seine gediegene wissenschaftliche Bildung und seinen biederen Charakter allgemeine Hochachtung erworben hatte. Eine neue Auflage des ersten und vierten Hefts seines Atlas wurde 1828 von seinem jüngeren Sohn Friedrich Karl Hermann Kruse besorgt, der 1841 die sechste Auflage des ganzen Werks herausgab.

## Familie
Kruse heiratete am 7. Mai 1781 Susanne Sophie geb. Premsel (* 1762), die Tochter des Oldenburger Kanzleirats Friedrich Johann Premsel und der Catharina Elisabeth geb. Kluge.  Der jüngste Sohn des Ehepaares, Friedrich Karl Hermann (1790–1866), wurde Professor in Halle und Dorpat.

## Werke
- Practische Anweisung zur Orthographie, zu nächst für Frauenzimmer, Unstudierte und Kinder, mit versteckten Fehlern. Bremen. 1787.
- Vollständige und practische Anweisung zur Orthographie der Deutschen Sprache mit Inbegriff der aus fremden Sprachen entlehnten Wörter, zum Gebrauch in Schulen, wie auch zum Selbstunterricht und zum Nachschlagen eingerichtet, und mit vielen Beispielen zur eigenen Übung versehen. Oldenburg. 1819.
- Atlas zur Uebersicht der Geographie und Geschichte der Europäischen Staaten von ihrem Ursprünge an bis zum Jahre 1800 nach Christi Geburt. Oldenburg/Halle. 1. Auflage: 1802. 2. Auflage: 1818. 3. Auflage: 1822. 4. Auflage (Heft 1 und 4): 1828.